# メガザラック
メガザラック（Scorponok）はタカラ（現・タカラトミー）の玩具シリーズ、トランスフォーマーに登場するキャラクター。1987年度の主力商品、ヘッドマスターのデストロン側のリーダーで、大型のサソリ戦艦および基地に変形する。

## 各媒体の設定
共に『2010』の続編であり、いわゆるパラレルワールド関係にある日本版『ヘッドマスターズ』と海外版『ザ・リバース』の双方で活躍。
ヘッドマスターの設定も双方で異なる。
日本版では等身大の小型トランスフォーマー、マスター戦士が頭部に変形、乗用するトランステクターが変形したボディに合体（ヘッドオン）する。
海外版では、機械外郭（エクソスーツ）を纏った人間およびネビュロン人がパートナーとなり、本体であるビークルからトランスフォームしたボディの頭部として合体し、共に活動する。
ちなみに、本名あるいは海外版の名称であるスコルポノック/Scorponockは度々スコルノポックと間違われて呼ばれたり、覚えられていることが多い。

### ザ☆ヘッドマスターズ
本名はスコルポノック。声優は銀河万丈。
当初は黒い影で自分の姿を隠してガルバトロンと会話したり部下たちに命令を下していたが、惑星ザラックで建造していたトランステクターの完成と同時に姿を見せる。合体システムや玩具から見る限り体格は他のマスター戦士とほぼ同様のはずであるが、劇中ではメガザラックがフォートレスマキシマスと同じくらいの大きさなため、その頭となるスコルポノックは多少小柄なものの標準的なTF並のサイズで描かれていた。
かつてセイバートロン星での戦争勃発時に亡命した、フォートレスをリーダーとする科学者集団マスター戦士の一員であった。その研究成果を悪用したためにマスター星を追放されたがゆえに、フォートレスを激しく憎悪している。
以後、破壊大帝ガルバトロンが指揮を取るデストロン軍団に加入。緻密な策略の元にデストロンヘッドマスターズを影で操り、デストロン軍団の指揮権の掌握を目論む。やがて、当時のリーダーであった破壊大帝ガルバトロンの不在時、およびその死後に実権を握るようになり、自らを「恐怖大帝メガザラック」と名乗る。
セイバートロン星の爆破に際し、新エネルギー「プラズマエネルギー」を発見し、それを得るために、火星をはじめとした惑星の爆破を目論む。
そしてサソリ型戦艦とデストロンシティにトランスフォーム可能な巨大トランステクターを完成させこれにヘッドオンし、フォートレスマキシマスと対決する。さらにはフォートレスマキシマスのマスターソードの秘密を暴き、それに対抗するザラックシールドを開発して圧倒的な強さを誇るようになる。
しかし最後の地球での戦いの最中にトランステクターを捨ててフォートレスマキシマスを地球ごと爆破しようとしたが失敗し、宇宙へと逃亡した。
映像作品ではその後の去就は描かれていないが、テレビマガジンなど雑誌上で語られた設定では、多数の善良なTFを殺害しそのボディを使って自らのトランステクターを作り出したとしており、翌年のマスターフォースにおいてはデビルZによってブラックザラックのボディに部品の一部として埋め込まれてしまったという因果応報の末路が語られている。
スコルポノックの武器は両腕に装備されたレーザー砲。メガザラックの武器は、大型銃の反重力砲と左手のザラックシールド、両肩の光子キャノン砲。なお、メガザラック時は合体の中枢システムが集中している胸のデストロンマークが弱点となっている。

### ザ・リバース
この作品での日本版の名称はスコーピオン/Scorponock（声 - 伊藤栄次／英 - スティーブン・キーナー）
なお、スコーピオンは誤訳。DVDブックレットでは「スコーピオン（スコーポノック）」と注釈が入っている。
ホットロディマスらが遭難した惑星ネビュロン（Nebulos）の圧政者でありハイブのリーダーであるロード・ザラク/Lord Zarak（声 -宝亀克寿/英 - スタン・ジョーンズ）がヘッドマスターとして、自らが建造したサソリ型戦艦とデストロンシティにトランスフォーム可能なボディに合体する。この作品に登場する他のヘッドマスターとは異なり本体に感情はなく、ザラックの意思のみで動く。なぜかデストロンシティ形態で宇宙を航行し、その巨大な体躯と圧倒的な破壊力でセイバートロン星に舞い降り、破壊の限りを尽くす。
ロード・ザラク自身は機械をその精神エネルギーで動かすことが可能で、サイクロナスが率いるデストロンの一団を捕らえヘッドマスターやターゲットマスターに改造するなど、非常に優れた能力を持つ。
最後はガルバトロンの画策した、セイバートロン星のプラズマエネルギー奔流に吹き飛ばされ、共に宇宙を漂うことになった。配下になったわけではなく、あくまで同盟者であり、その野望をうかがわせてもいる。
ガルバトロン曰く「巨大なショッピングセンター」。

### アメコミ
アメコミ（アメリカン・コミックス）での登場について記す。

#### マーベル・コミック
マーベル・コミックの米国版ではヘッドマスターを登場させるための4話のミニシリーズが初出。
フォートレスマキシマスらは、セイバートロンの戦いから亡命、惑星ネビュロンに到来した。ネビュロン人は彼らを恐れ、戦いを仕掛ける。追跡者、デストロン指揮官スコルポノック（Scorponok）一団の到来により、ネビュロン人の指導者ガレン（Galan）はヘッドマスターとしてマキシマスらに協力するようになる。
一方、星の支配権を狙うネビュロン人、ロード・ザラクは、スコルポノック（Scorponok）と手を組む。だが、ザラクはスコルポノックの心に支配されてしまった。彼らの戦いは地球に移り、ガレンは戦死し、スパイクが代わってマキシマスのパートナーとなる。その後もスコルポノックは人間の傭兵を雇い、サイバトロン狩りを開始した。

##### 英国版の追加エピソード
英国では米国版コミックを、英国版の独自エピソードを混ぜて出版していた。
「TimeWars」と呼ばれるエピソードでガルバトロンらが未来から来襲（コミック版では『2010』のメインキャラクターたちは常に未来からの来訪者として扱われた）。ウルトラマグナスの砲撃から身を守る盾として使われてしまった。

##### その後の米国版
セイバートロンの知識の保管庫「UnderBase」が発見された。その力を手にしようとするスタースクリームの策略により、スコルポノックは当時のデストロン地球指揮官ラットバットと争い、彼を倒す。
その後、コンボイがスタースクリームを騙し、「UnderBase」の力をさらに吸収させ自滅させたことで、スコルポノックとの間に一種の信頼関係を結ぶ。
ユニクロンの到来により、コンボイと共にトランスフォーマー全軍がセイバートロンへ集結する。このころには、ザラクとスコルポノックの心は融合し、ザラクのそれが強く出て、戦いを恐れるようになっていた。だが、傷ついたコンボイに全軍の指揮権を委譲され、スコルポノックは勇敢に戦った末に戦死する。コンボイはその死を看取り古き友と讃えかつ深く悼み、ユニクロンに最後の戦いを挑んでいった。

#### ドリームウェーブコミック
ドリームウェーヴ・プロダクションズのコミックでは内戦時にデストロン軍に加入、コミック版で起きたとされている星自体の休眠状態「GreatShutdown」の前にはレーザーウェーブの下で、指揮官の一人となっていた。

#### IDWコミック
IDWパブリッシングのコミックでは、セイバートロン星出身のデストロン戦士スコルポノックとして登場している。
巨体とパワーを誇るデストロン屈指の実力者であったが、やがて仲間を袂を分かち、「トランスフォーマーの技術を異星人に教えてはならない」というティレスト協定を破り、ネビュロス星人モー・ザラクを実験台にして、サイボーグ化した異星人とトランスフォーマーのボディと結合させるヘッドマスター技術を発明した。そして地球に飛来するとアメリカ人アブラハム・ダンテと結託して、彼を総帥とするテロ組織「マシネーション」を結成、ヘッドマスター技術を利用して人類社会の征服を目論んだ。
サイバトロン戦士のサンストリーカーと、サイバトロンと親しくなった地球人の少年ハンター・オナイオンを捕らえ、彼らを地球で最初のヘッドマスターに改造、さらにマシネーション構成員たちをヘッドマスター化させ、サンストリーカーを解体・解析してトランステクターを大量に製作し、行動を開始した。しかし個人的な復讐のために地球に飛来していたグリムロック率いるダイノボット部隊や、ティレスト協定の執行人ウルトラマグナスの妨害を受け、頭部だけになる重傷を負い、アブラハムをヘッドマスター化させて復活を目論むも、最終的にサイバトロン戦士たちの活躍の前に敗れマシネーションは壊滅、スコルポノックはティレスト協定違反を咎められてウルトラマグナスに逮捕され、サイバトロンの刑務所にてボディからスパークを抜き取られた状態で投獄される末路を迎えた。

## 玩具
ロボット形態で30cm程度の身長の大型商品。日本では「D-93」のナンバーを与えられて発売。
サソリ型戦艦モードでは、走行に連動して脚部が動く。頭部に変形する小ロボット「スコルポノック」を胸部のコクピットに乗せられる。
基地モードでは付属する小型TF、ファストトラックを中央のスロープから発進させることができる。

## 以後の玩具、モチーフ流用
ブラックザラック
『超神マスターフォース』では暗黒大帝ブラックザラックが登場。声は『ザ☆ヘッドマスターズ』同様に銀河万丈が担当した。(「超神マスターフォース」第38話にてデビルZがブラックザラックに融合した後は担当声優はデビルZを担当した柴田秀勝に代わっている)
デビルZがかつてのメガザラックの体を強化し、スコルポノックを洗脳したという設定である。テレビマガジン誌の連載記事において、この設定が描かれている。
黒と金を基調としたカラーリングに変更され、頭部の形状が改められた他、新たな武器「タイラントスピア」が追加された。玩具は「D-311」のナンバーを与えられて引き続きヘッドマスターとして、カラーリングを変更した「スコルポノック」が付属する。
「トランスフォーマーZ」では九大魔将軍の一体、暗黒将軍（漫画では悪霊将軍）として登場。海賊のような格好をしている。声の担当は岸野幸正。玩具は未発売。
ダブルパンチ （DoublePunch）
1991年のヨーロッパ版では、『アクションマスター』シリーズにてブラックザラックに似たデザインのキャラが登場したが、設定的には全くの別人。
ザゾリガン
TFと縁の深い、タカラの勇者シリーズ6作目、『黄金勇者ゴルドラン』ではザゾリガンという名称のサソリ型ロボットが登場。玩具展開においてメガザラックの仕様変更品を発売することが予定されていたが、実際には発売されなかった。アニメでは序盤で破壊されてしまう。
マジンザラック
劇場版『ビーストウォーズII 超生命体トランスフォーマー』に登場した謎のTF。名前の「ザラック」以外にメガザラックに通ずる要素は見られない。怪物的なスタイルのロボットモードから空母に変形する。

## その他の作品に登場するメガザラック・スコルポノック
砂漠戦闘指揮官スコルポス/Scorponok
『ビーストウォーズ 超生命体トランスフォーマー』に登場。声は日本語版では遠藤雅、英語版ではドン・ブラウンが担当。モチーフがサソリであること以外、メガザラックとの共通点はない。
なお、BOTCONで限定販売されたダブルパンチ/Doublepunch はスコルポスの塗装変更品である。
破壊指揮官メガザラック/Scorponok
『トランスフォーマー スーパーリンク』に登場。声は日本語版では増谷康紀、英語版ではコリン・マードックが担当。重機の意匠をふんだんに取り入れたサソリ型のビーストモードと戦闘機型のビークルモードに変形する。変形に連動する音声ギミックが内蔵されており国内と海外では玩具のカラーリングが大きく異なっている。
後に海外では『サイバートロン』の商品としてダークスコルポノック/DarkScorponok の玩具が販売された。ブラックザラックを思わせる黒を基調としたカラーリングに変更され、同シリーズの特色であるフォースチップギミックに対応している。ファンイベント限定コミックでは、グランドブラックホールを抜けてきたメガザラックという設定が描かれた。また、メガザラック/Scorponokのリカラー品のダブルパンチ/Doublepunchもイベント限定の商品として販売されたが、一部の製品に肩の前面パーツの左右の組み間違いがあることがYouTubeの動画上で確認されている（後述するPirate Scorponokにも類似の組み間違いがある）。
玩具は肩の接続部分の設計上の強度不足によりジェットモードにする時に破損しやすいなどの欠陥がある。また、同製品を使ったリメイク品（初代同様のヘッドマスターギミックを採用している）である同名のパイレーツスコルポノック/Pirate ScorponokがBOTCON 2014で発売されたがこちらはダブルパンチ/Doublepunchとは逆に背中側の肩パーツが全品左右逆に組み付けられるというミスを犯している。
ダブルパンチ・パイレーツスコルポノックは音声ギミックが削除されている。
スコルポノック/Scorponok
マイケル・ベイ監督作の『トランスフォーマー』に登場。軍用兵器のようなマーキングが随所に施されたサソリ型のメカからロボットに変形する。本能のみに従って行動する動物のようなTFで、常にビーストモードでいることを好み、言葉を発する機能は持たない。
時速約130kmで地中を掘り進み、自慢のドリルクローと尻尾のスティンガーで奇襲をかける。劇中ではブラックアウト/Blackoutに襲われたカタール基地の生き残りの兵士を襲った。しかし、救援要請で駆け付けたAC-130の砲撃を受けて尻尾を切断され、そのまま砂の中へ逃亡した。その後、続編である第2作目の『リベンジ』ではストーカースコルポノックという同型のTFが登場しているが、ジェットファイアーに倒される。
劇中でのブラックアウトから分離して潜行を開始した描写にあわせ、玩具ではブラックアウトと接続、連動するギミックが搭載されている。ちなみに小説版での名はメガザラックになっている。
トランスフォーマー/ビースト覚醒に登場。ユニクロンの眷属で蠍に似た巨大な金属生命体。玩具上はプレダコン / Predacon所属となっているが、劇中ではテラーコン同様、ユニクロンの配下となっている。
キングスコルポノック/King Scorponok
『トランスフォーマー・ヒューマンアライアンス』およびアトラクションである『トランスフォーマー ヒューマンアライアンス スペシャル』においては第2作目の最終決戦の舞台になったピラミッドがあるエジプトの北アフリカ砂漠地域であるサハラ砂漠のボスキャラでショックウェーブ/Shockwaveとともに登場。